# Tracheloptychus madagascariensis
Tracheloptychus madagascariensis är en ödleart som beskrevs av Peters 1854. Tracheloptychus madagascariensis ingår i släktet Tracheloptychus och familjen sköldödlor. IUCN kategoriserar arten globalt som livskraftig. Inga underarter finns listade i Catalogue of Life.
Arten förekommer på södra Madagaskar. Den vistas i låglandet och i kulliga områden upp till 225 meter över havet. Tracheloptychus madagascariensis lever i torra skogar med sandig mark och buskar som undervegetation. Ibland besöks sanddyner vid havet. Djuret är dagaktiv och går på marken.